# Le Voleur et l'Enfant

Le Voleur et l'Enfant (en russe : Вор, Vor) est un film russe réalisé par Pavel Tchoukhraï et sorti en 1997. Le film a été nommé à l'Oscar du meilleur film en langue étrangère à la 70e cérémonie des Oscars (en 1998).

## Synopsis
Sania nait en 1946 en URSS. Son père a succombé à des blessures quelques mois plus tôt, et c'est donc sa mère Katia qui l'élève seule durant les années qui suivent. Le petit garçon reste hanté par ce père qu'il n'a jamais connu, mais qu'il imagine régulièrement autour de lui.
En 1952, Katia s'éprend de Tolian, apparemment officier de l'Armée rouge. Sania, d'abord hostile à ce nouveau venu qui insiste pour qu'on l'appelle « Papa », finit par s'attacher follement à ce père de substitution qui, malgré ses évidentes ambigüités, le protège et l'éduque. Mais Tolian, en vérité cambrioleur acharné, est arrêté et condamné à 7 ans d'emprisonnement. Peu après, Katia meurt d'une péritonite, conséquence d'un avortement mal pratiqué. Sania n'a plus que l'espoir intense que Tolian reviendra le chercher.
Plusieurs années plus tard, Sania retrouve Tolian. Hélas, ce dernier peine à reconnaitre l'enfant et le renvoie même sèchement. Bouleversé, Sania s'enfuit, va chercher un pistolet, puis, la nuit venue, abat Tolian qui venait juste de commettre un autre vol.

## Fiche technique
- Titre : Le Voleur et l'Enfant
- Titre original : Вор (Vor)
- Réalisation : Pavel Tchoukhraï
- Scénario : Pavel Tchoukhraï
- Production : Igor Bortnikov, Sergey Kozlov et Igor Tolstunov
- Musique : Vladimir Dachkevitch
- Pays d'origine : Russie
- Genre : drame
- Durée : 96 minutes
- Date de sortie :  1997

## Distribution
- Vladimir Machkov : Tolian
- Ekaterina Rednikova : Katia
- Micha Philipchouk : Sania
- Amaliya Mordvinova : la femme du docteur